# Maré (Neukaledonien)
Maré ist eine Insel im Pazifischen Ozean, sie gehört zur Collectivité sui generis von Neukaledonien und liegt in der Provinz der Loyalitätsinseln. Maré ist die südlichste und nach Lifou zweitgrößte der Loyalitätsinseln. Sie hatte im Jahre 2019 5757 Einwohner auf einer Fläche von 641,7 km². Die Insel bildet zusammen mit der unbewohnten Nebeninsel Île Dudune eine Gemeinde gleichen Namens.

## Geografie
Die knapp 50 Kilometer lange und bis zu 35 Kilometer breite Insel liegt südöstlich von Lifou und südlich von Tiga.
Maré ist ein gehobenes Atoll vulkanischen Ursprungs. Die zentrale Lagune ist von einem Küstenstreifen gesäumt, dessen Felsen 80 bis 100 Meter Höhe erreichen. Als Hauptort der Insel gilt der im Südwesten gelegene Ort Tadine, obwohl das im Nordosten gelegene La Roche größer ist und auch einen Flugplatz besitzt.

## Traditionelle Gliederung
Maré gliedert sich in acht Häuptlingstümer (districts coutumiers): Guahma, Pénélo, La Roche, Tadine, Tawainédré, Eni, Médu, Wabao. Das bei weitem einwohnerstärkste ist Guahma. Der Hauptort Tadine folgt erst an dritter Stelle, nach La Roche.
Die Häuptlingstümer werden weiter untergliedert in 29 Stammesgebiete (tribus):
| District coutumier (Häuptlingstum)       | tribus (Stammesgebiete)                                                                     |
| ---------------------------------------- | ------------------------------------------------------------------------------------------- |
| Guahma (Westen)                          | Hnawayetch, Kaewatine, Mebuet, Menaku, Netché, Padawa, Rô, Tenane, Thogone, Tuho, Wakuarory |
| Pénélo (Südosten)                        | Cuaden, Kurine, Patho, Pénélo                                                               |
| La Roche (Norden)                        | Atha, Ceni, Hnainèdre, La Roche, Rawa, Peyece                                               |
| Tadine (Westen)                          | Cengeite, Tadine                                                                            |
| Tawainèdre (Osten)                       | Hnadide, Tawainèdre, Wakone                                                                 |
| Eni (Südosten)                           | Eni                                                                                         |
| Medu (Südosten)                          | Medu                                                                                        |
| Wabao (Südosten)                         | Wabao                                                                                       |
| 8 Districts coutumiers (Häuptlingstümer) | 29 tribus (Stammesgebiete)                                                                  |

## Karten

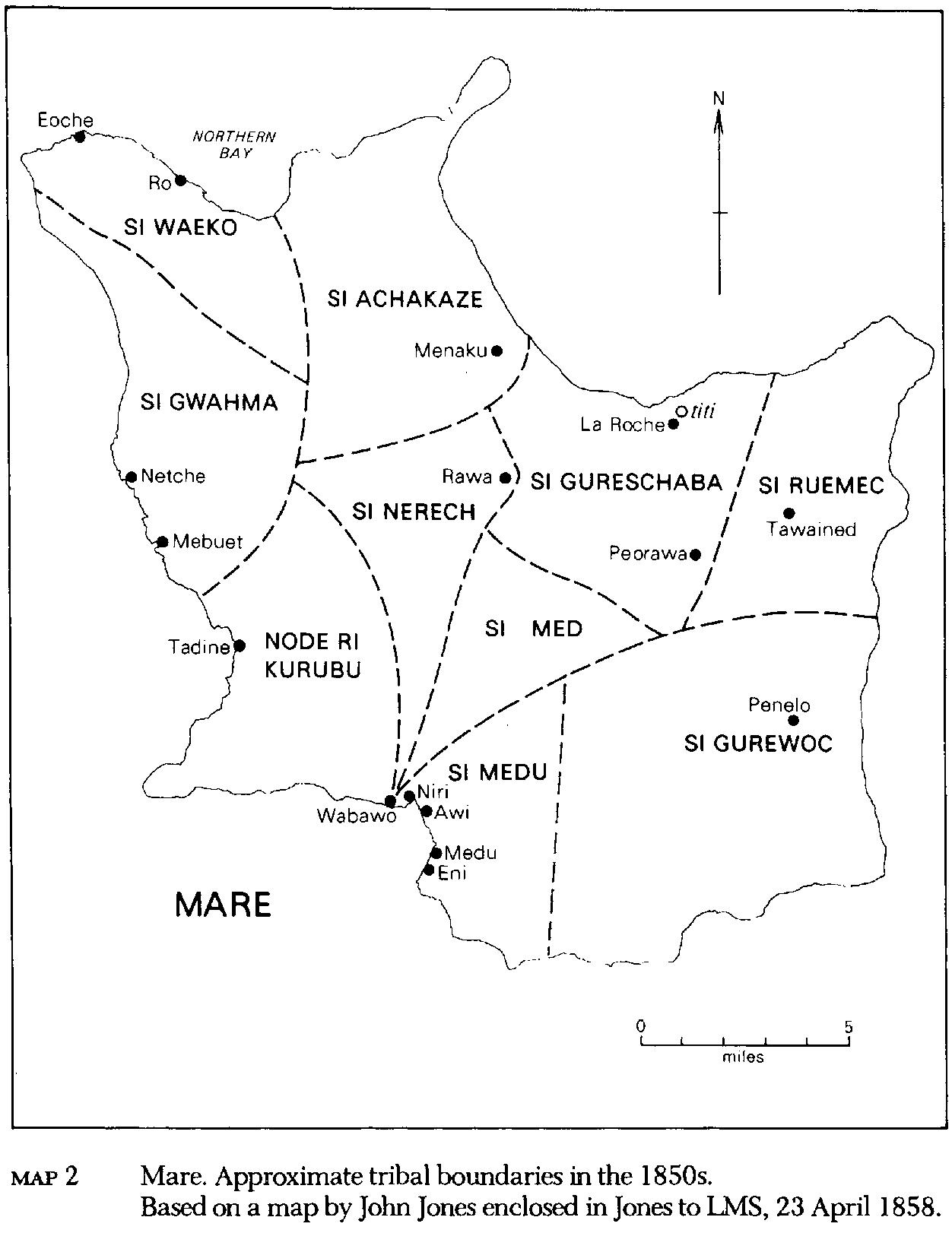
Stammesgebiete in den 1850er Jahren
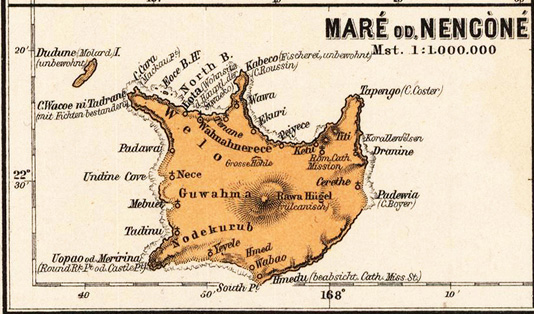
Karte von 1870
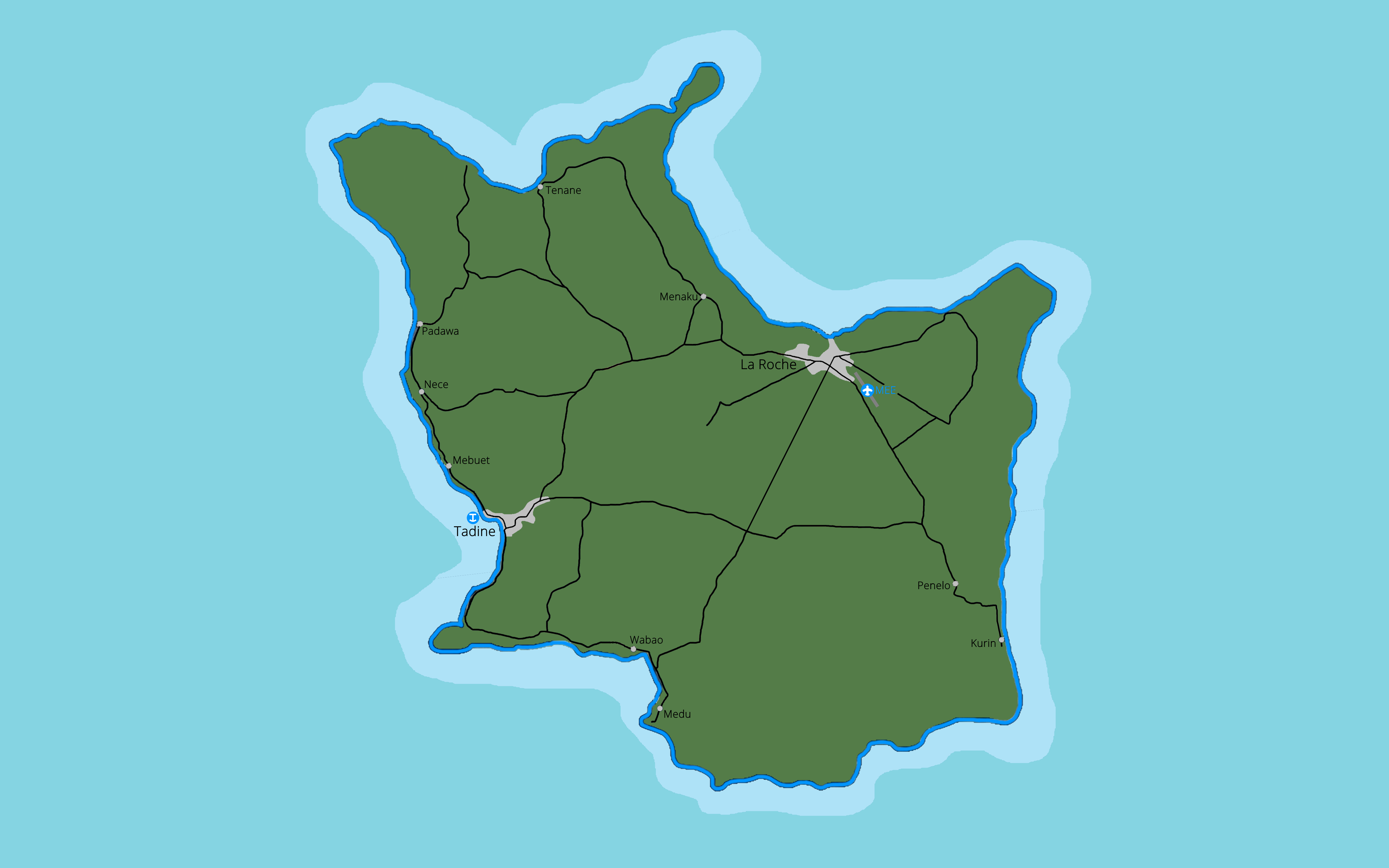
Aktuelle Kartenskizze

## Geschichte
1803 erreichten britische Schiffe Maré und 1841 folgten protestantische Missionare. Danach kamen Franzosen und Katholiken. Die folgenden religiösen Streitigkeiten dauerten bis zum Ende des 19. Jahrhunderts – heute ist ein Großteil der Einwohner protestantisch. 1864 führte Gouverneur Charles Guillain eine Expedition auf der Insel durch und nahm sie für Frankreich in Besitz. 1868 erklärte er den größten Teil der Insel zu einem Totalreservat. Erst 1895 gelang es der Kolonialmacht, die kriegerischen Auseinandersetzungen unter den einheimischen Chefferies zu beenden.
1953 versank das Passagierschiff Monique mit 126 Personen an Bord auf dem Weg von Maré nach Nouméa. Es war das größte Schiffsunglück in der Geschichte von Neukaledonien. Dessen genaues Schicksal blieb bis heute ungeklärt. In Tadine wurde 1978 eine Stele mit den Namen der Opfer errichtet und es findet jährlich eine Gedenkzeremonie statt.
Im November 2020 kam es in Guahma zu gewaltsamen Ausschreitungen, bei denen eine Touristenunterkunft mit vier Bungalows, zahlreiche weitere Häuser, mehrere Autos und ein Boot in Brand gesteckt wurden. Zwischen 100 und 200 Menschen mussten von den Sicherheitskräften nach Nouméa in Sicherheit gebracht werden. Ausgelöst wurden die Gewalttaten, nachdem sich ein protestantischer Theologiestudent eigenmächtig ohne Zustimmung des Regionalkomitees zum Pfarrer einer Pfarrei im Norden der Insel proklamiert hatte.

## Bevölkerung
Der Zensus 2019 ergab 5757 Einwohner, die sich aus folgenden Ethnizitäten zusammensetzen:
| Ethnische Verteilung | Ethnische Verteilung | Ethnische Verteilung | Ethnische Verteilung | Ethnische Verteilung |
| -------------------- | -------------------- | -------------------- | -------------------- | -------------------- |
| Kanaken              | gemischt             | Europäer             | Polynesier           | Andere               |
| 97,2 %               | 1,3 %                | 1,0 %                | 0,1 %                | 0,4 %                |

## Sprache
Von den Bewohnern auf Maré und der Nachbarinsel Tiga wird Nengone gesprochen, eine Ozeanische Sprache, die in mehrere sozial-hierarchisch gegliederte Sprachniveaus aufgeteilt ist. Sie ist nach Anzahl der Sprecher die zweitgrößte Regionalsprache Neukaledoniens.

## Wirtschaft
Wichtige Erwerbszweige auf Maré sind Obst- und Gemüsebau. Zu dessen Förderung wurde 1993 die jährlich stattfindende „Fête de l'avocat“ (Fest der Avocado) ins Leben gerufen, bei der in drei Tagen eineinhalb Tonnen dieser Frucht verkauft werden, von der es in Neukaledonien rund 50 Sorten gibt. Mit dieser Veranstaltung soll insbesondere die Jugend dazu animiert werden, auf der Insel zu bleiben und sich der Landwirtschaft zu widmen.